# 下級裁判所
下級裁判所（かきゅうさいばんしょ）とは、日本国憲法上の法令用語で、第76条第1項の定める、最高裁判所を除く日本の裁判所のこと。
審級関係が最高裁判所に対して下級の裁判所であることを示す語で、「下級裁判所」という裁判所が存在するわけではない。略称は下級裁（かきゅうさい）であるが、ほとんど使われることはない。ただし、「下級審」という用語はよく使われる。

## 概要
下級裁判所は憲法76条1項において「法律の定めるところにより設置する」とされている。法律は裁判所法であり、同法第2条第1項が下級裁判所の種別を、高等裁判所、地方裁判所、家庭裁判所、簡易裁判所と定めている。このことから、最高裁判所に次いで上級の裁判所となる高等裁判所も下級裁判所の一種別である。
また、裁判所法第2条第2項および、下級裁判所の設立及び管轄区域に関する法律が、各裁判所の設立、所在地及び管轄区域について定めている。